# ガゼルの塔
『Xak -ガゼルの塔-』（サーク - ガゼルのとう）は、マイクロキャビンが開発し1991年6月14日に発売されたPC-8801mkIISR用アクションロールプレイングゲーム。正式タイトルは『The Tower of Gazzel 〜Xak -ガゼルの塔-』。

## 概要
マイクロキャビンの『サーク』（1989年）シリーズの外伝的作品で、『サークII』（1990年）の時代から1年後の世界が舞台になっている。ディザエ軍の1人・ゼグライアと、はぐれ妖魔のベルゼスとアクリラによる戦いを描く。最後には、妖魔三将軍最後の生き残りである、ゾム・ディザエの存在が明らかとなる。
ゲームデザインおよびシナリオは前2作においてグラフィックを手掛けていた川口洋一郎が担当、音楽は『フレイ』（1990年）を手掛けた新田忠弘の他、『幻影都市』（1991年）を手掛けた福田康文および瓜田幸治が担当、イメージイラストは漫画『神星記ヴァグランツ』の作者である菊池通隆が担当している。
同年にPC-9801およびPC-88VA、MSX2に移植され、2006年には携帯電話ゲームとして配信された。その他にもWindows用ソフトとしてプロジェクトEGGにて配信されており、2002年にPC-9801版、2010年にPC-8801版、2018年にMSX2版が配信された。

## ゲーム内容
本作までのサークシリーズと異なり、それぞれの能力を持つ4人の仲間から1人を選び、状況に応じて仲間を変更しながら攻略していく。物語はすべてガゼルの塔内部で進行する。外で待つ仲間たちから、一緒に探索する相手を１人選ぶ。
ゲーム開始時点ではリューン以外がほぼ同時に塔の入り口にたどり着いており、主人公ラトクはフェル以外の3人のうち1人をパーティーメンバーとして同行させ、塔内部の探索を行う。なお、リューンはゲームを進めていくと仲間にできる。
レベルアップ要素は排除されており、純粋にアクションや謎解き、パズルなどを楽しむ作りとなっている。

## ストーリー
凶暴な魔獣ガゼルを封じ込めた地の上に築かれた"ガゼルの塔"。妖魔ゼクライアは、この塔を奪い取り、妖魔の活動拠点として利用することにした。そして塔の内部には、東方の技師サイテンの手によって多くの凶悪なトラップが仕掛けられた。妖魔出現の噂を聞きつけて、フレイと共にはるばるガゼルの塔までやってきた我らの勇者ラトク・カート。ところが、フェル、ホーン、ピクシーの三人も塔の噂を聞きつけてやってきていた。塔の入り口で彼らと再会したラトクは、協力して内部を探ることにした。中に潜むモンスターたちを撃退しながら進むラトクたち。だが塔の2階ではリューンが瀕死の重傷を負って倒れていた。彼の話を聞いて驚いた。以前に彼が戦って封じたはずの妖魔、アクリラとベルゼスが現われて、リューンの妻と娘を連れ去ったという。そして彼に傷を負わせたのは、ラトクそっくりの人物だという。ふたたび塔に戻ると、3階の牢屋にリューンの娘アリアが捕えられているのを発見した。妖魔アクリラとの死闘の末、無事アリアを助け出したラトクたち。だがまだリューンの妻ティナは見つからなかった。ついに一行は最上階である5階へとたどりついた。いよいよ妖魔ベルゼスと対決だ。リューンと力を合わせてベルゼスを打ち破ったラトク。ベルゼスは死ぬ間際に、ティナは妖魔ゼクライアに捕らえられ、まもなく復活するガゼルのいけにえにされるだろうと告げた。一路ゼグライアの下へ急ぐラトクたちの前に現れたのは噂の"偽ラトク"。だがしょせん本物にかなうわけがなかった。遂にゼグライアと向かい合うラトク。だが敵は、ひきょうにもティナを盾にしてきた。そのときホーン、フェル、フレイの3人が現れてティナを救出してくれた。ゼグライアは遂に復活した魔獣ガゼルと合体してラトクたちに迫ってきた。いよいよ最終決戦だ!!

## 主な登場人物
ラトク・カート
『サーク』シリーズの主人公。戦神デュエルの血を引く少年。
ルゥ・ピクシー
探知能力に優れ、罠を未然に察知し、簡単なものは解除できる。体力を回復できる。
フレイア・ジェルバーン
強力な魔法を使えるほか、マジックポイントを回復できる。
ホーン・アシュタル
バランスの取れたキャラクター。マジックポイントを回復できる。
リューン・グリード
剣技に優れ、攻撃力が2倍になる。はぐれ妖魔に連れ去られた妻と娘を助け出すため、ラトクより先に塔へ進入している。
フェル・バーウ
塔の外で待機しており、ラトクの体力を回復してくれる。

## 妖魔
ガゼル
本作のラスボス。ガゼルの塔の主。『サークIII』のボス戦でも再登場する。
ゼグライア
妖魔三将軍ゾム・ディザエの軍の1人。ガゼルの復活を目論み、最後はガゼルと合体してラトクに襲いかかる。
ベルゼス
はぐれ妖魔の1人。
アル・アクリラ
はぐれ妖魔の1人。水の妖魔。

## 移植版
| No. | タイトル                                      | 発売日        | 対応機種                      | 開発元                 | 発売元                 | メディア                                              | 型式                    | 備考                             |
| --- | --------------------------------------------- | ------------- | ----------------------------- | ---------------------- | ---------------------- | ----------------------------------------------------- | ----------------------- | -------------------------------- |
| 1   | Xak -ガゼルの塔-                              | 1991年6月24日 | PC-9801/PC-88VA（共用）       | マイクロキャビン       | マイクロキャビン       | 3.5インチフロッピーディスク 5インチフロッピーディスク | 11145 (3.5") 11155 (5") |                                  |
| 2   | Xak -ガゼルの塔-                              | 1991年10月4日 | MSX2                          | マイクロキャビン       | マイクロキャビン       | フロッピーディスク                                    | 11344                   |                                  |
| 3   | Xak -ガゼルの塔-                              | 2002年4月24日 | Windows                       | マイクロキャビン       | ボーステック           | ダウンロード （プロジェクトEGG）                      | -                       | PC-9801版の移植                  |
| 4   | Xak -ガゼルの塔-                              | 2006年3月3日  | FOMA 90xiシリーズ （iアプリ） | バーンハウスエフェクト | バンダイネットワークス | ダウンロード （バンダイ コレクション）                | -                       | PC-9801版の移植                  |
| 5   | Xak -ガゼルの塔-                              | 2010年1月19日 | Windows                       | マイクロキャビン       | D4エンタープライズ     | ダウンロード （プロジェクトEGG）                      | -                       | PC-8801版の移植                  |
| 6   | Xak -ガゼルの塔-                              | 2018年1月16日 | Windows                       | マイクロキャビン       | D4エンタープライズ     | ダウンロード （プロジェクトEGG）                      | -                       | MSX2版の移植 Windows 10対応版    |
| 7   | Xak -ガゼルの塔-                              | 2024年9月10日 | Windows                       | マイクロキャビン       | D4エンタープライズ     | ダウンロード （プロジェクトEGG）                      | -                       | PC-9801版の移植 Windows 11対応版 |
| 8   | EGGコンソール サーク ガゼルの塔 PC-8801mkIISR | 2025年8月7日  | Nintendo Switch               | マイクロキャビン       | D4エンタープライズ     | ダウンロード                                          | -                       | PC-8801mkIISR版の移植            |

## スタッフ
PC-9801版
- 原作：柳島秀行
- ゲーム・デザイン、シナリオ：川口洋一郎
- トラップ、ステージ構成：久保泰章
- シナリオ・プログラム：山田浩司
- ゲーム/デモ・プログラム：永井勝也
- イベント/デモ・プログラム：柳島秀行
- ゲーム・グラフィック：川口洋一郎
- サウンド：新田忠弘、福田康文、瓜田幸治
- イメージイラスト：菊池通隆
- パッケージ/マニュアル・レイアウト：谷口恵津子
- 制作チーフ：三曽田明

## シリーズ作品
- 『サーク』 - シリーズ第1作目
- 『サークII』 - シリーズ第2作目。『サーク』の続編。
- 『サークIII』 - シリーズ第3作目。サークシリーズ完結編。
- 『Xak - ガゼルの塔 -』- 本作
- 『フレイ』 - フレイが主人公のアクションRPG。